# 御家人斬九郎
『御家人斬九郎』（ごけにんざんくろう）は、柴田錬三郎による時代小説。

## 概要
1975年10月に創刊された日刊ゲンダイにて新聞連載された後、1976年（昭和51年）に講談社から単行本が刊行され、翌年2篇の読み切りが「オール讀物」で発表された。晩年の柴田が最も力を入れた連作である。フジテレビでドラマ化されている（後述）。
江戸時代の末期を舞台に、大給松平家に名を連ねる名門の家柄ながら無役・三十俵三人扶持の最下級の御家人である松平残九郎家正（通称、斬九郎）が、かたてわざと称する武士の副業によって活躍する物語。残九郎の許婚（いいなずけ）の松平須美、幼馴染で北町奉行与力の西尾伝三郎、馴染みの辰巳芸者のおつた、など多彩なキャラクターが登場する。

### 各話題名
※新潮文庫目次より　（ISBN 4-10-115027-3）
- 第一篇　片手業十話

第一話　男ってえ奴はこんなものさ
第二話　二兎を追ったら二兎を獲るさ
第三話　隻腕でやるかたてわざだぜ
第四話　柳生但馬守に見せてやりてえ
第五話　直参旗本の死にざまだぜ
第六話　良人を殺した気持が判るぜ
第七話　女の怨念はおそろしいやな
第八話　寺で新仏をつくってやらあ
第九話　正義の味方にだってなるぜ
第十話　女の嫉妬はこうして斬るのさ
- 第二篇　箱根の山は越えにくいぜ
- 第三篇　あの世で金が使えるか
- 第四篇　美女は薄命だぜ
- 第五篇　座敷牢に謎があるぜ　（「オール讀物」昭和52年7月号掲載）
- 第六篇　青い肌に謎があるぜ　（「オール讀物」昭和52年2月号掲載）

## テレビドラマ
映像京都・フジテレビの制作によって、1995年から2002年まで、5つのシリーズ（全50話）として放送された。
主人公・斬九郎を演じたのは渡辺謙。『独眼竜政宗』や『仕掛人・藤枝梅安』シリーズなどで、時代劇作品の経験も豊富であった渡辺が、原作者が意図したとされる「明るい眠狂四郎」という斬九郎のキャラクターイメージにはまり、渡辺の当たり役となる。その後、従来の歴史劇の武将役にとどまらず、『ラストサムライ』など幕末・明治初期の武士の役を演じることが多くなった。
原作は数本の短編作品を収録した文庫本1冊分しかなく、従って原作のネタはすぐに尽きてしまったが、キャラクターたちを活かしたオリジナルエピソード作品が製作された。物語はステレオタイプ時代劇の単純な勧善懲悪形式ではなく、救いのない話や後味の悪い結末のエピソードも多い。が、斬九郎と岸田今日子演じる母・麻佐女とのコミカルなやり取りが清涼剤となり、その重さを払拭している。また、貧乏御家人に過ぎない主人公が葵の御紋の使用を許されている（が、濫用はしない）など、既存の時代劇の"お約束"を皮肉ってもいる。
描かれている第1シリーズから第4シリーズまでは11代将軍徳川家斉在世の時代（第3シリーズから第4シリーズまでの間に2年の歳月が経ったという設定）、第5シリーズは幕末という設定。ただし史実に忠実という訳ではもちろんなく、物語の面白さを優先させている。第4シリーズ第3話「大利根の月」で近藤正臣が平手造酒（晩年は徳川家慶の時代）を演じ、斬られてはいない。
第5シリーズ最終章「最後の死闘」では渡辺謙が監督を務めた。
挿入曲としてQueenの"The Show Must Go On"と、One Little Creatureの"You've Gotta Learn"の2曲を渡辺自身が選曲。
渡辺自身も「音楽も冒険させてもらいました」と述べていた。2017年4月15日BSフジが放送したリマスター版でこの二曲は佐藤勝の劇伴に差し替えられ、他の放送局による再放送や配信でも差し替えの有無で複数ヴァージョンが存在する。

### 登場人物・キャスト
松平残九郎（通称：斬九郎） - 渡辺謙
9人兄弟姉妹の末子で、30がらみの男。余計者という意味合いで「残九郎」と名付けられたが、兄たちは長男と次男が父との剣の稽古での事故で死に、三男は養子に行き、姉たちは結婚したり大奥に上がったりしたため、家督を継がされる。誰に習ったわけでもないが剣の達人であるものの、遊び人かつ大酒飲みで、いつも褌が丸見え。また、他の兄弟たちは全く家に寄り付かないため、年中母と2人きりで暮らしているが、親子喧嘩をしないのはどちらかが家を空けた時だけというようである。30俵の家禄だけでは到底生活が成り立たず、罪を犯した者を幕府にも内密に首を討つ仕事を請け負う“かたてわざ”で、鼓の名手でプライドの高い、美食家の母を養わなければならない。最終回、下河原藩邸での壮絶な立ち回りの中、土屋左門の放った凶弾を浴び…
松平麻佐女 - 岸田今日子
残九郎の母親で、79歳になるが気丈で口達者。残九郎がこの世で唯一頭が上がらない「くそババア」。残九郎がかたてわざで得た報酬を、高級料亭の食事に注ぎ込む美食家。鼓となぎなたの腕は一流であり、鼓に関しては御台所の御前演奏を行ったほどの腕前で世に広く知られている。また、この時代の人間には数少ないオランダ語を理解できる人間で、英語で書かれた暗号をオランダ語と英語の辞書の併用で解いたり、アメリカからの使節団の通訳などを行ったこともある。
蔦吉 - 若村麻由美
深川育ちの辰巳芸者で江戸っ子気質。武家の生まれだが、両親とは死別して植木職人、辰五郎の養女となる。芸者として多くの座敷に出入りしている事情通で、たびたび残九郎に有益な情報をもたらす。残九郎とは相思相愛だが、粋な性格が邪魔して素直に甘えることができず、顔を合わせれば痴話げんかになる。また、武家崩れの女をよく思われていないのか、麻佐女には贔屓にしていることをひた隠しにされている。なお、原作では“おつた”といい、残九郎の情婦というテレビ版とはまるっきり別設定となっている。本名は大沼妙子。
西尾伝三郎 - 益岡徹
残九郎の幼馴染で、北町奉行所の与力。甘いものが好きで、屋敷にいる時はいつも菓子をつまんでいる。残九郎は「雷おこし」というあだ名をつけている。真面目な性格（まるっきり堅物ではなく、賄賂を貰うことや粋な面もある）で、義理に厚く、役目のかたわら残九郎のかたてわざにも手を貸すことを惜しまない。妻・るいに強く出られない恐妻家だが、一人娘のゆき江は目に入れても痛くないほど可愛がっている。原作ではテレビ版と違い、残九郎に匹敵する達人とされている。
南無八幡の佐次 - 塩見三省
西尾配下の岡っ引き。残九郎の悪友でもある。死体を見るたびに「南無八幡」というのが口癖。背中に八幡大菩薩の姿を彫ってもらっていると言ったので、麻佐女と残九郎の姉粂女が試しに見せてもらったところ、軍神である八幡様の顔にしては柔和な顔だったため、「観音様と間違えたんじゃ」と言われてしまう。相生町の親分、相生町の佐次とも呼ばれている。
西尾るい - 唐沢潤
伝三郎の妻女。一見伝三郎を尻に敷いているように見えるが、ここぞという時には夫を立てる良妻。伝三郎の役目に支障をきたす面倒を持ち込む存在として、残九郎のことを快く思っていない。残九郎もるいを苦手としていたが、娘を授かってからは性格も丸くなる。
おえん - 奈月ひろ子
残九郎が入り浸っている船宿「舟久」のおかみ。おえんの母の代から松平家とは縁があり、残九郎の父も顔なじみだったという。その関係もあり、催促なしのツケが利く。
お光 - 奥田小百合
「舟久」の女中。残九郎にほのかな恋心を寄せる。
松平須美 - 吉沢梨絵
残九郎の許婚だが、残九郎は妹のように思っている。残九郎の煮えきらない態度に悩んでいたが、第3シリーズ最終回で、松平家と所縁のある越前桑山藩の家臣寺田彦六と相思相愛になり、自ら残九郎の許嫁から身を引き、寺田彦六と幸せな結婚し越前に下る。
喜助 - 牧冬吉
妻のよねと共に松平家に仕える通いの下男。年中麻佐女に振り回されている。舟久の場も知っており、時に残九郎を家へと呼び戻しに来る。演じた牧冬吉没後も、用事で不在という形が取られたり、過去映像を流用・編集するなどの処理で登場している。
よね - 松村康世
夫の喜助と共に松平家に仕える通いの下女。年中麻佐女に振り回されている。喜助役の牧冬吉没後は、喜助が担っていた役割も果たすようになった。
東八 - 喜多村英三
残九郎たちのたまり場となっている居酒屋の主人。寡黙な人柄。その発言は残九郎に有益なものをもたらすことも多々ある。演じる喜多村英三が亡くなったことに伴い、第3シリーズ終了後、故郷へ帰ったという設定が取られた。
おもん - 長野いずみ
東八の女中。通いであり、夜道は物騒だからとたびたび残九郎や蔦吉に送ってもらっている。
りよ - 日下由美
いろいろあって娘・八重と共に江戸へ出てくる。その後、東八を受け継ぐことになり、佐次と相思相愛の末に結ばれる。
新六 - 橋本潤 (第1シリーズ 1〜5話)
佐次配下の下っ引き。佐次共々残九郎のために骨を折る。
梅吉 - 大橋一三
佐次配下の下っ引き。佐次共々残九郎のために骨を折る。
白猫 - にゃ～
東八の飼い猫で居酒屋に出入りしている。残九郎と誰かが店内で乱闘、切りあいになっても動じない。
残九郎とも仲良しだが、名前は不明。彼女と居酒屋は帰郷する東八から「りよ」に託された。
ほか

### スタッフ
- 企画 - 能村庸一、西岡善信、香取擁史（株式会社仕事）
- 脚本 - 金子成人、野上龍雄、安倍徹郎、中村勝行、田坂啓、古田求、加藤文、田村惠、中村努、志村正浩、芳村恒和、高野香織
- 監督 - 三村晴彦、齋藤光正、田中徳三、舛田利雄、蔵原惟繕、吉田啓一郎、井上昭、池広一夫、原田徹、工藤栄一、高瀬昌弘、津島勝、富永卓二、小笠原佳文、原田眞治、杉村六郎、田中幹人、渡辺謙
- 音楽 - 佐藤勝
- 殺陣 - 宇仁貫三
- 現像・テレシネ - IMAGICA
- 協力 - 京都映画（第2シリーズ以降松竹京都映画、現・松竹撮影所）
- タイトルバック協力 - 江戸東京博物館
- プロデュース - 遠藤龍之介、河合徹、酒井実、西村維樹
- 制作 - フジテレビ、映像京都

- ナレーション - 相川浩（OPナレーション及び次回予告担当。第3シリーズまで）

### 放送局
- 本放送
フジテレビ系列
第1～4シリーズ：水曜 20:00 - 20:54
第5シリーズ ： 　火曜 19:59 - 20:54（以上JST）
- CS
時代劇専門チャンネルで再放映された。
これを機にHDリマスタリングが行われ、当時制作に携わった映像京都のスタッフが監修にあたっている[1]。
- 地上波での再放送
2012年10月よりテレビ東京系列のテレビせとうち、同年11月にテレビ愛知で全シリーズの再放送を行ったが、先述のHDリマスタリング版で放映された。
2014年11月25日よりサンテレビで、2017年6月26日よりチバテレで第1シリーズの再放送が始まるが、両局とも第1話「かたてわざ」（スペシャル）は放送されず、第2話「用心棒二人」からの放送となる。
2021年10月26日よりテレビ埼玉で第2シリーズの再放送が放送予定（第2話「居残り」からの放送）。

### 放映リスト（サブタイトル）
- 第1シリーズ（1995年1月 - 3月、全8回）

| 話    | サブタイトル                 | ゲスト |
| ----- | ---------------------------- | --- |
| 第1話 | 「かたてわざ」（スペシャル） | 徳松：宮川一朗太 米津昭盛：汐路章 ：粟津號 ：金子研三 ：二瓶鮫一 ：小森英明 ：永野典勝 ：菅原あき ：河本忠夫 ：平岡秀幸 ：内藤和也 ：藤枝政己 ：松尾かおり ：合田恵子 ：宮田圭子 ：近藤紗世 栗林兵庫：隆大介     |
| 第2話 | 「用心棒二人」               | 久保寺勘兵衛：西田健 石見屋：須賀不二男 ：四禮正明 日下玄太夫：小瀬格 ：河合絃司 河田彦四郎：田中実 ：中嶋俊一 ：木下浩之 ：池田勝志 ：小林正希 ：阿木五郎 ：萩原紀 ：前野有香 ：新井今日子 高坂伊十郎：丹波哲郎 |
| 第3話 | 「姉の宿下り」               | 沢口源五右衛門：椎谷建治 丑寅：渡辺哲 ：山本清 ：深見亮介 ：三遊亭圓窓 (6代目) ：悠玄亭玉八 ：佐古正人 ：美山ひかる ：塩川健司 条女：香山美子                                                                    |
| 第4話 | 「青い肌の謎」               | 長崎屋新兵衛：有川博 小夜太夫：岡本舞 ：松井範雄 ：佐藤直子 ：泉知奈津 ：大迫英喜 ：浦野眞彦 ：重見成人 ：川島永子 王紹栄：橋爪功                                                                                |
| 第5話 | 「入牢志願す」               | 佐和：北原佐和子 紀州屋伊左衛門：中田浩二 文吉：井上博一 ：新井つねひろ ：加藤正記 ：久保田靖子 小佐野修三郎：山本圭                                                                                             |
| 第6話 | 「わしは将軍」               | 水野越前守忠邦：西沢利明 道妙寺刑部：関根大学 水野の供侍：水城大裕 松平景之進/徳川家斉：田村高廣 |
| 第7話 | 「遊蕩の指南」               | 岡部図書：天田俊明 柴田七左衛門：廣田行生 本田数馬：趙方豪 近江屋：山本弘 ：西園寺章雄 ：東田達夫 ：高市妙行 ：古市万里 ：田辺ひとみ 河村忠兵衛：蟹江敬三                                                        |
| 第8話 | 「奇妙な刺客」               | 絢姫：星遥子 和七郎：三ツ木清隆 小松原修伍：鷲生功 勘虎：河原さぶ 伊吹三左衛門：沼田爆 ：崎津隆介 ：諸木淳郎 ：多々納斉 ：稲健二 ：角田よしこ ：澤法恵 関口新八郎：柴俊夫                                        |

- 第2シリーズ（1997年1月 - 3月、全11回）

| 話     | サブタイトル                   | ゲスト |
| ------ | ------------------------------ | --- |
| 第1話  | 「初春火の用心」（スペシャル） | 七組火消し音吉：阿部寛 忠太郎：坂上忍 夜廻り与兵衛：山内八郎 浦田屋幸兵衛：久富惟晴 ：粟津號 ：宮田圭子 ：中川浩三 ：松尾勝人 ：飯泉征貴 ：橋田雄一郎 ：中西宣夫 ：増島剛之 ：土平友厚 辰五郎：小林昭二 大森彦十郎：長門裕之 |
| 第2話  | 「居残り」                     | 朝霧：藤吉久美子 酒井大介：鷲生功 小鶴：広岡由里子 文左衛門：河原崎建三 矢沢彦十郎：河原崎次郎 ：光石研 ：早川純一 ：中原果南 ：本城丸裕 ：平光琢也 ：諸木淳郎 ：平井靖 ：宮本朋子 ：山田さゆり                              |
| 第3話  | 「母の仇討」                   | 倉田梅：江波杏子 倉田源之助：宮下直紀 ：大林丈史 ：小松エミ ：小松健悦 ：門田裕 |
| 第4話  | 「北国の人」                   | 喜世：岩本千春 高木武太夫：津村鷹志 本郷三郎次：立川三貴 村上頼母：御木本伸介 ：崎津隆介 ：林統一 ：入江毅 ：田辺ひとみ ：西村正樹 ：円堂耕成 斎藤蔵人：わたなべけん                                                         |
| 第5話  | 「雲隠れ」                     | 川添小平太：伊原剛志 三谷帯刀：麿赤児 牧野庄兵衛：徳井優 ：杉﨑浩一 ：鈴木弥生 ：葛原光生 ：山口幸晴 ：小野真也 ：新井佳世子                                                                                                 |
| 第6話  | 「仕官の罠」                   | おきく：渡辺梓 神林幾馬：岡野進一郎 近藤主膳：有川博 佐野半兵衛：伊藤高 小西慎之助：沖田さとし ：岩尾正隆 ：井上茂 |
| 第7話  | 「白魚の吉次」                 | 吉次：田中邦衛 千江：茅野佐智恵 庵主：松木路子 大黒屋：草薙幸二郎 栗島玄蕃：遠藤征慈 佐久間忠左衛門：山本清 浪人：谷口孝史 甲府勤番配下：田中弘史 ：大川ひろし ：浜田隆広 ：中村健人                                         |
| 第8話  | 「賞金桜」                     | 源内十郎：夏八木勲 山犬新兵衛：川原和久 米沢平吾：伊藤洋三郎 角屋作左衛門：高木均 ：青木卓司 ：白石ひとみ ：山田アキラ ：三野友華子 ：上海太郎 ：吉永愛 ：功刀明 ：真嶋麗 ：東田達夫                                         |
| 第9話  | 「駆け込み」                   | 速水慎吾：堤大二郎 都築清四郎：佐藤仁哉 千坂忠左衛門：高城淳一 ：山内としお ：一谷真由美 高森：楠年明 ：葵粧子 ：泉知奈津 ：亀井賢二 ：新海なつ                                                                              |
| 第10話 | 「おみなえし」                 | お涼：森口瑤子 榊数馬：筒井功 堀江伊左衛門：廣田行生 山城屋清兵衛：久保田篤 ：野口寛 ：中嶋俊一 ：小森英明 |
| 第11話 | 「あんぶれらあ」               | 雲乃井：八代亜紀 おふさ：朝加真由美 弥一郎：原田清人 九兵衛：頭師孝雄 ：川上哲 ：草木宏之 ：川口由紀 ：北川肇 |

- 第3シリーズ（1997年10月 - 1998年1月、全11回）

| 話     | サブタイトル             | ゲスト |
| ------ | ------------------------ | --- |
| 第1話  | 「男二人」（スペシャル） | 土屋数馬：沖田浩之 お弓：小林綾子 大口屋嘉兵衛：勝部演之 土屋太郎兵衛：井上博一 秀太郎：佐藤和久 花風：嵐(W・A・R) ：石倉英彦 ：高良隆志 ：大刀光修 ：松尾勝人 ：伊集院八朗 ：藤澤慎介 ：峰蘭太郎 ：疋田泰盛 ：有川正治 ：山西惇 ：亀井賢二 ：土井建守 ：辻本良紀 ：本山力 ：萩山博史 ：両国達郎 ：河合綾子 ：泉知奈津 ：川島永子 ：仲町ゆう子 ：楠年明 ：芝本正 政五郎：北大路欣也 |
| 第2話  | 「虎退治」               | 尼子兵衛之助：寺尾聰 波江：清水由貴子 名無しの権兵衛：遠藤憲一 野田屋清兵衛：奥村公延 古着屋才助：谷崎弘一 ：宮田瞳 ：古川篤 ：高市好行 ：尾上寛之 ：冨田徳久 ：粉川裕一 |
| 第3話  | 「姉上」                 | 松平いち：梶芽衣子 三州屋太兵衛：左右田一平 高木久太夫：中野誠也 ：山本容子 ：川崎あかね ：神谷けいこ ：五王四郎 ：森岡隆見 ：柴崎滋 ：高沢英史 ：唐木太 |
| 第4話  | 「三十六人斬り」         | お力：根本りつ子 赤札久五郎：本田博太郎 ：森川章玄 ：深見亮介 ：高川裕也 ：長江英和 ：大村波彦 ：塩川健司 ：西園寺章雄 ：真田実 ：柴田善行 ：遠山二郎 |
| 第5話  | 「馬の脚」               | 月形弁天丸：沢竜二 おなみ：中原果南 月形市丸：竜小太郎 月形観音丸：入鹿尊 斉藤源蔵：升毅 ：衣川城二 ：木内竜喜 子分：井上茂 ：円堂耕成 ：富永佳代子 ：羽坂智絵里 捨吉：犬塚弘 |
| 第6話  | 「美人局」               | 松吉：松井誠 丑寅：不破万作 国分屋文左衛門：赤星昇一郎 仙之助：酒井敏也 ：谷口高史 ：桂三象 ：本城丸裕 ：津久井啓太 ：葛原光生 ：稲田龍雄 ：泉知奈津 ：中谷由香 |
| 第7話  | 「犬も歩けば」           | おきぬ：一色彩子 信之助：角田英介 近江屋幸右衛門：中田浩二 源蔵：根岸一正 ：片岡静香 ：かたせ哲兵 ：草野康太 島村又十郎：渡辺裕之 |
| 第8話  | 「切腹志願」             | 津田仙之助：石田登星 津田孫兵衛：山田吾一 ：菅原あき ：伊藤昌一 ：二瓶鮫一 ：木下浩之 ：金子研二 ：加島潤 ：武井三二 ：東田達夫 ：花岡秀樹 ：福中勢至郎 ：加藤正記 ：高橋拓也 |
| 第9話  | 「可愛い目撃者」         | 中林勘助：石橋蓮司 りよ：日下由美 はつ：野平ゆき 中村兵庫：井筒森介 ：林統一 ：池田勝志 ：平岡秀幸 ：山本奈々 ：加藤真由美 |
| 第10話 | 「待ちぼうけの女」       | お島：紺野美沙子 粂造：火野正平 ：坂西良太 ：粟津號 ：服部妙子 ：沼田爆 ：小森英明 ：北見唯一 ：松尾勝人 ：蔵多哲雄 ：福山龍二 ：安田博之 ：平井靖 |
| 第11話 | 「深川節」               | 寺田彦六：田中実 松平国兼：穂積隆信 桑山藩家臣：浅田祐二 |

- 第4シリーズ（1999年1月 - 3月、全10回）

| 話     | サブタイトル               | ゲスト |
| ------ | -------------------------- | --- |
| 第1話  | 「おふくろ」（スペシャル） | 中村玉緒、角田英介、斎藤林子、木村栄 |
| 第2話  | 「流れ着いた男」           | 川上春太郎：上杉祥三 鳥居信左右衛門：奥村公延 黒田源太夫：原口剛 和尚：宮野琢磨 ：唐木太 ：福原和希 ：増島剛之 ：田渕景也 ：福田亘 ：辻井啓伺 ：広沢俊 ：武縄寛子 ：原田雪帆 ：福中勢至郎               |
| 第3話  | 「大利根の月」             | 平手造酒：近藤正臣 京蔵：櫻木健一 笹川繁蔵：長森雅人 飯岡助五郎：松井範雄 洲ノ崎の政吉：中西良太 勢力富五郎：宇梶剛士 おふく：野呂瀬初美 多吉：蟷螂襲 お町：わかむらまゆみ                              |
| 第4話  | 「恋文」                   | お玉：平淑江 大黒屋幸兵衛：梨本謙次郎 小平次：堀内正美 山根三四郎：鹿内孝 ：有田安里 ：中丸新将 ：佐藤浩 ：北川隆一 ：南田是也 ：田中義章 ：西川弘規 ：北岡健太郎                                       |
| 第5話  | 「罠には罠を」             | 白魚の吉次：田中邦衛 岡江清十郎：石原良純 斎藤勘解由：大出俊 猫だましの又八：螢雪次朗 ：唐沢民賢 ：中嶋俊一 ：有川正治 ：遠山金次郎 ：勇家寛子 ：上田こずえ ：細川純一 ：中村健人 ：奥野公一 ：空田浩志 |
| 第6話  | 「脱獄」                   | 矢切の岩蔵：新井康弘 お浜：山下智子 山上要之助：磯部勉 石出帯刀：中平良夫 牢同心：安多和久 |
| 第7話  | 「武者修行」               | 門倉十太夫：江藤潤 奈々江：谷川清美 中山小四郎：池内万作 道場主：三谷昇 藤井左馬之助：内田勝正 ：草薙良一 ：志賀圭二郎 ：野口寛 ：小久保丈二 ：久賀大雅                                                 |
| 第8話  | 「ねらわれた女」           | 美津：伊藤蘭 土岐仙之助：藤堂新二 田所采女：岡本富士太 ：井出みな子 ：甲斐道夫 ：森岡隆見 ：円堂耕成 ：横山彰人 捨吉：犬塚弘                                                                            |
| 第9話  | 「追われもの」             | 大塩平八郎：中村敦夫 おしの：上野めぐみ 生田俊宗：西田健 吉見六右衛門：入鹿尊 平山助次郎：遠藤征慈 ：山口粧太 ：井上博一 ：須永克彦 ：羽鳥伸二 ：諸木淳郎 ：兵頭未来洋 ：平井靖                         |
| 第10話 | 「佐次の純情」             | お滝：杉田かおる 音松：沢向要士 清吉：世古陽丸 吉三：門田裕 |

- 第5シリーズ（2001年11月 - 2002年2月、全10回）「渡辺謙の御家人斬九郎 ファイナルシリーズ」

| 話     | サブタイトル                         | ゲスト |
| ------ | ------------------------------------ | --- |
| 第1話  | 「迷惑な忠義者」                     | 小松新十郎：火野正平 土田伊織：井田州彦 相模屋：川合伸旺 ：悠玄亭玉八 ：佐々木敏 坂崎監物：芝本正 ：水上保広 番頭利助：宮城幸生 岩城屋：波多野博 笠松屋：峰蘭太郎 ：窪田弘和 |
| 第2話  | 「箱根の鬼」                         | 和七郎：三ツ木清隆 おはる：佐藤恵利 仙造：安藤一夫 伝吉：成瀬正孝 ：大前均 ：南条好輝 ：中川峰男 ：山本道俊 田原彦右衛門：田中隆三 |
| 第3話  | 「最後の忍者」                       | なみ：真瀬樹里 和七郎：三ツ木清隆 宇津木兵衛：有薗芳記 番頭：横山あきお ：谷口高史 ：久仁亮子 ：ヨコスカ潮也 ：町野あかり ：穂積哲也 ：勇家寛子 ：田渕影也 ：中谷由香 ：増島剛之 ：久保田磨希 ：辻本一樹 ：那須久美 ：田近正吾 ：関川幸子 ：山口幸晴 ：今井喜美子 ：本山力 ：杉本誠 ：岡田友孝 ：中村建人 次郎兵衛：笹野高史 |
| 第4話  | 「盗賊見習い」                       | 長五郎：米倉斉加年 お絹：蜷川有紀 直治：大橋吾郎 ：勝野賢三 ：泉知奈津 ：川井勉史 ：植竹英樹 ：磯田政昌 ：東條織江 |
| 第5話  | 「ゆうれい長屋」                     | 醍醐三郎：三浦洋一 桜井千鶴：佐藤友紀 宗近右近：筒井巧 孫兵衛：遠藤太津朗 桜井頼母：中丸新将 多治見兵部：守屋俊志 ：五月晴子 ：木内美帆 ：鷹家昌子 ：青木諒 |
| 第6話  | 「捨値五両」                         | 勝田彦右衛門：萩原流行 杉浦帯刀：高橋長英 杉浦格之進：片桐光洋 岩田与十郎：下塚誠 ：うえだ峻 ：楠年明 ：池田勝志 |
| 第7話  | 「母の夢」                           | 倉林琴江：藤村志保 吉乃：麻乃佳世 倉林平八：光石研 竹林甚五右衛門：織本順吉 土橋源左衛門：伊藤敏八 大木隼人正：木村元 牧場：神大介 ：松本幸三 ：加藤正記 ：高木順巨 |
| 第8話  | 「乱調麻佐女」                       | 庄三郎：林与一 高田屋徳右衛門：神山繁 源太：小沢和義 弥陀の六蔵：清水宏 丑松：木下ほうか ：益富信孝 ：小川源多 ：岬寛太 ：池田勝志 ：木内美帆 ：仲野毅 |
| 第9話  | 「冬木町の女」                       | おつや：美保純 新八：米山善吉 島井の弥五郎：中田博久 ：相馬剛三 ：小柳圭子 弥五郎の子分：河本忠夫 ：田辺ひとみ ：小野真也 ：北方候 |
| 第10話 | 「最後の死闘」（主演の渡辺謙が監督） | ：山﨑努 ：うじきつよし ：三浦浩一 ：中村久美 ：松重豊 ：平田満 ：大沢健 ：下元年世 |

### ロケ地
- 大覚寺
- 仁和寺
- 随心院
- 八幡堀　ほか